# Квартет Руслана Егорова
Квартет Руслана Егорова — украинский джазовый коллектив, основанный в 2010 году.

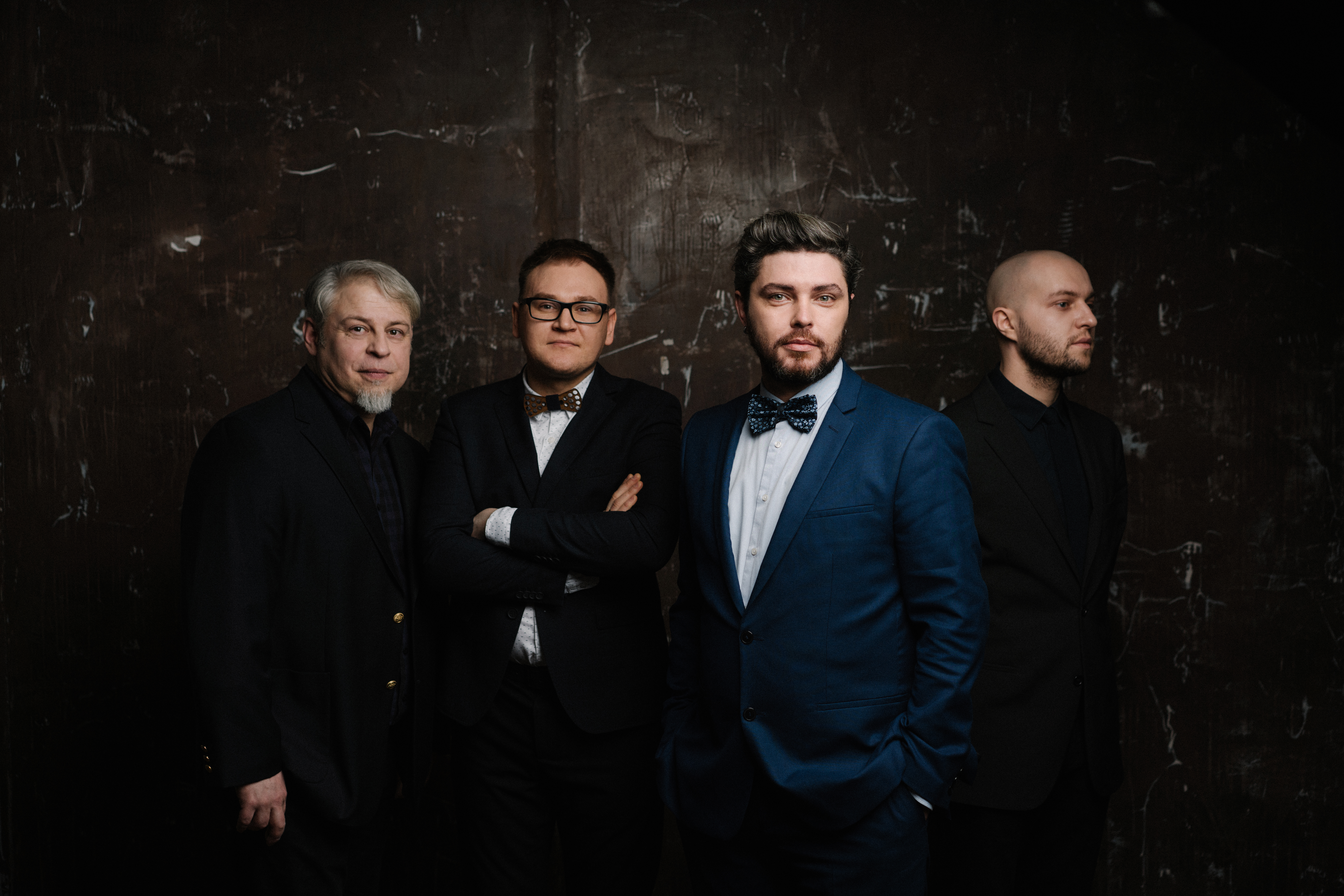
Квартет Руслана Егорова

## Стиль музыки
Ключевое место в репертуаре квартета отведено песенному джазу золотой эпохи свинга, Jazz Love Songs, Bossa Nova Songs. Коллектив также исполняет композиции отдельных легендарных исполнителей в современных аранжировках.
Наравне с популярными хитами, в репертуаре Квартета Руслана Егорова есть авторская музыка, сочетающая привычные элементы джаза с детским хором, духовой секцией и симфоническим оркестром.

## Состав
- Руслан Егоров (1984-02.06.2020) — клавишные, вокал. Обладатель премии в категории «Лучший джазовый мужской вокал Украины» (фестиваль «Додж») и почетный участник международных фестивалей Alfa Jazz Fest, Koktebel Jazz Fest, Jazz in Kiev.https://www.unn.com.ua/ru/news/1872634-pomer-vidomiy-ukrayinskiy-dzhazmen
- Дмитрий «Bobeen» Александров — тенор саксофон. Параллельно сотрудничает с ТНМК, Океан Эльзы и Схід-Side. Основатель Квартета Дмитрия Александрова.
- Николай Кистенев — контрабас. Также является участником Иван Дорн band, Pianoбой, Urban Gypsy, дуэта Anna-Maria.
- Павел Галицкий — барабаны. Сотрудничал с отечественными и зарубежными джазменами, выступал на фестивалях Alfa Jazz Fest, Jazz in Kiev, Koktebel Jazz Fest.

## Творческая деятельность

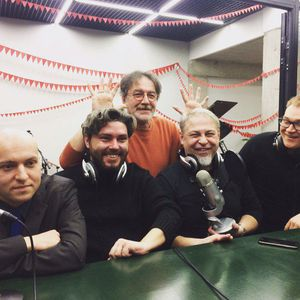
Квартет Руслана Егорова и Алексей Коган

Квартет активно выступает с концертами в киевских клубах, принимает участие в международных фестивалях, выставках, частных и корпоративных вечеринках. В декабре 2016 года квартет представил грандиозную новогоднюю программу "Тысяча огней", концерт вёл Алексей Коган.
Квартет Руслана Егорова является хедлайнером во всеукраинском турне All Stars of Ukrainian Jazz 2017 (совместно с Деннисом Аду и струнным квартетом Moon'que).
На данный момент команда выпустила свой дебютный альбом «Once in Chestnut Town».

## Дискография
- 2017 — Once in Chestnut Town